# 149 î.Hr.

## Evenimente
- 149-146 î.Hr.: Al Treilea Război Punic. Romanii conduc o armată în Africa pentru a ataca Cartagina. (vezi Bătălia de la Cartagina).

## Decese
- Cato cel Bătrân, om de stat, scriitor și istoric roman (n. 234 î.Hr.)